# Якуненков Петро Устинович
Петро Устинович Якуненков (25 жовтня 1928 — 29 листопада 1990) — сільськогосподарський діяч, Герой Соціалістичної Праці (1966).

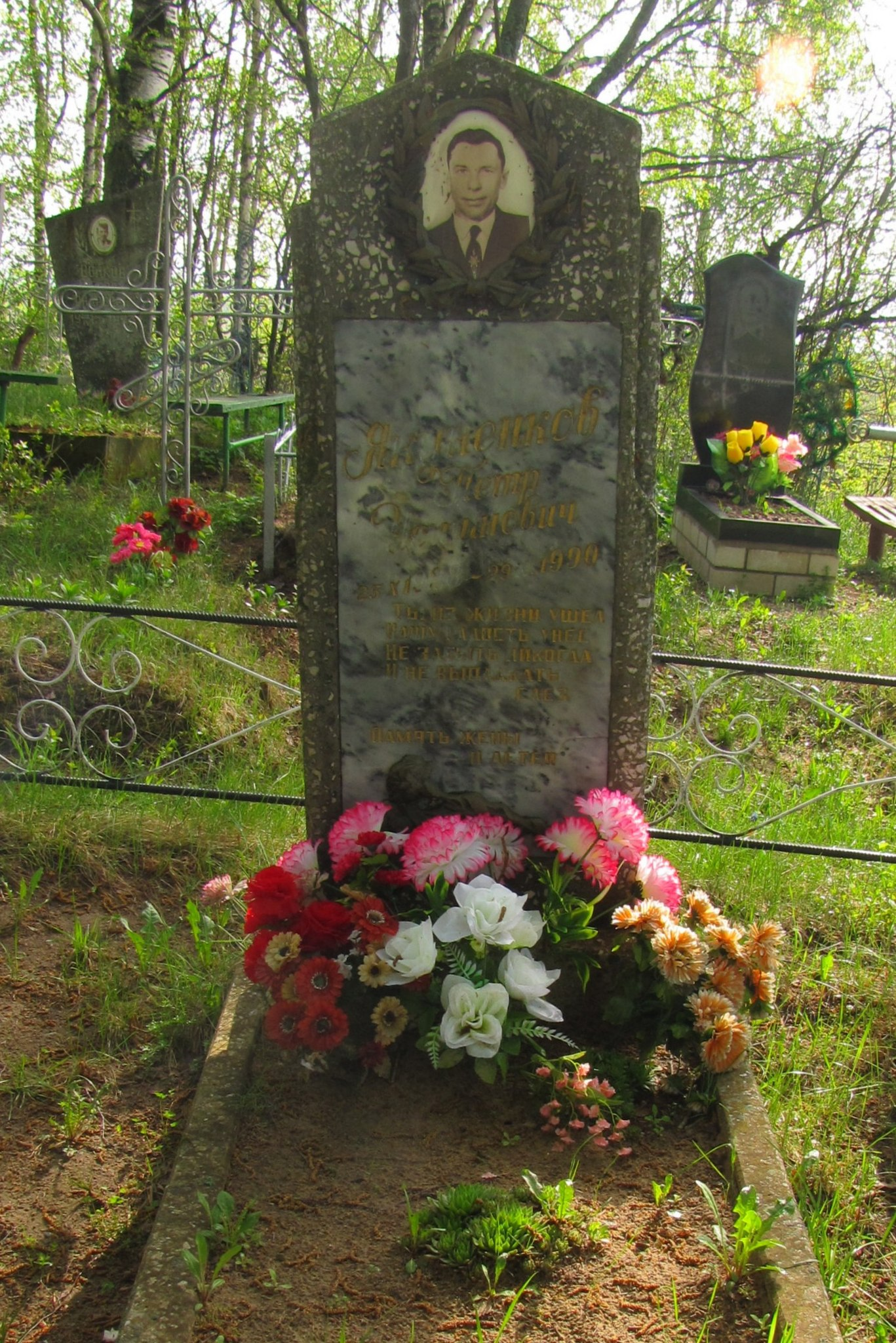
Могила Якуненкова у Високій Жарі.

Петро Якуненков народився 25 жовтня 1928 року у селі Висока Жар (тепер — Руднянського району Смоленської області). В 1940 році закінчив п'ять класів неповної середньої школи в селі Лешно Руднянського району. З 1943 року працював колгоспником сільськогосподарської артілі «Вперед до комунізму». В 1948—1951 роках проходив строкову службу в Радянській Армії. Повернувшись на батьківщину, протягом двох років працював на торфопідприємстві та Руднянському льонозаводі. В 1954 році Якуненков закінчив курси трактористів, працював за фахом у Зарубинській машинно-тракторній станції. У листопаді 1954 року очолив рільничу бригаду колгоспу імені М.М. Шверника, в 1959 році - комплексну бригаду колгосп «Радянська Росія» Руднянського району, керував останньою до своєї смерті.
Добре знання техніки і вміння правильно її використовувати, новаторство у виробництві, робота з колективом Якуненкова дозволили домогтися збільшення врожаїв зерна, картоплі, льону та продуктів тваринництва. Щорічно протягом багатьох років бригада Якуненкова отримувала до 30 центнерів зерна, 7 центнерів льону, 200 центнерів картоплі з кожного гектара колгоспної землі.
Указом Президії Верховної Ради СРСР від 23 червня 1966 року за «видатні заслуги в розвитку сільського господарства» Петро Якуненков був удостоєний високого звання Героя Соціалістичної Праці з врученням ордена Леніна і медалі «Серп і Молот».
Брав активну участь у громадському житті Смоленщини, обирався членом Руднянського райкому КПРС, депутатом сільської та районної рад народних депутатів. Помер 29 листопада 1990 року, похований на кладовищі в селі Висока Жар.